# Distretto di Stann Creek
Il distretto di Stann Creek è un distretto del Belize. Il capoluogo è la città di Dangriga.